# Andrzej Busza
Andrzej Busza (* 17. November 1938 in Krakau) ist ein polnischer Lyriker, Übersetzer und Literaturhistoriker. In seinen wissenschaftlichen Untersuchungen beschäftigt er sich vorwiegend mit dem Schaffen von Joseph Conrad. Er ist der Neffe des Schriftstellers Wit Tarnawski.

## Leben
Busza wurde in Krakau geboren, verbrachte die Zeit während des Zweiten Weltkrieges im Nahem Osten. Im November 1947 kam er nach England und besuchte dort das St. Joseph’s College in London. Anschließend studierte er Anglistik an der University of London, wo er 1959 den Bachelor of Arts und 1963 den Master of Arts erwarb. Während seiner Studienzeit war er von 1958 bis 1962 Redakteur der Monatsschrift Kontynenty–Nowy Merkuriusz, in der er 1959 als Literaturkritiker debütierte. Als Lyriker debütierte er 1959 in England mit dem Gedicht Znaki na wodzie, das in der Zeitschrift Kontynenty publiziert wurde, und 1960 in Polen mit den Gedichten Feniks und Odeszły ode mnie domy…, die in der polnischen Monatsschrift Odra erschienen. In den folgenden Jahren publizierte er polnische und englische Gedichte sowie Rezensionen in den Zeitschriften Wiadomości (1960–1973), Więzi (1960–1961, 1966), Współczesność (1960, 1964–1965) und Odra (1964–1965, 1968). 1965 siedelte er nach Kanada um und dozierte an der University of British Columbia in Vancouver. Daneben veröffentlichte er weiterhin Gedichte in den Zeitschriften Oficyna Poetów (1968–1970) und Tygodnik Powszechny (1974–1975).
Er lebt in Kanada.

## Publikationen

### Lyrik
- Znaki wodne, 1969
- Astrologer in the underground, 1970
- Głosy i refrakcje, 2001
- Obrazy z życia Laquedema; Scenes from the life of Laquedem, 2003

### Übersetzungen
- Miron Białoszewski: The revolution of things. Selected poems, 1974, mit Bogdan Czaykowski
- Gathering time. Five modern Polish elegies, 1983, mit Bogdan Czaykowski

## Auszeichnungen
- 1962: Kościelski-Preis